# Bach (Tyrolsko)
Bach je obec v Rakousku ve spolkové zemi Tyrolsko v okrese Reutte.
Žije zde 676 obyvatel (1. 1. 2011).